# Mocímboa da Praia
Mocímboa da Praia és un municipi de Moçambic, situat a la província de Cabo Delgado. En 2007 comptava amb una població de 39.010 habitants. És la seu del districte de Mocímboa da Praia i està vora de la frontera amb Tanzània.

## Història
Li fou atorgat l'estatut de vila el 8 de març de 1959.
En 2017, un grup extremista islàmic vinculat al ISIL anomenat "Ansar al-Sunna" va atacar la ciutat durant la insurrecció a Cabo Delgado, matant a 17 persones. El 24 de març de 2020 es va produir un altre atac que va donar als militants el control de la ciutat durant un breu període abans que fossin expulsats per les Forces Armades de Defensa de Moçambic. Els insurgents islamistes van prendre el control de la ciutat el 12 d'agost de 2020, després que les forces governamentals defensores es quedessin sense munició i s'evacuessin, algunes per mar. Immediatament es van iniciar els esforços per a recuperar la ciutat dels militants. La ciutat esdevingué el principal bastió de la insurgència islamista a Cabo Delgado. L’agost de 2021, les forces moçambiqueses i ruandeses van reprendre la ciutat.